# Плейнфілд (Айова)
Плейнфілд (англ. Plainfield) — місто (англ. city) в США, в окрузі Бремер штату Айова. Населення — 393 особи (2020).

## Географія
Плейнфілд розташований за координатами 42°50′40″ пн. ш. 92°32′9″ зх. д. / 42.84444° пн. ш. 92.53583° зх. д. (42.844525, -92.535900).  За даними Бюро перепису населення США в 2010 році місто мало площу 0,84 км², уся площа — суходіл.

## Демографія
Згідно з переписом 2010 року, у місті мешкало 436 осіб у 185 домогосподарствах у складі 123 родин. Густота населення становила 516 осіб/км².  Було 197 помешкань (233/км²).
Расовий склад населення:
| - 97,9 % — білих - 0,5 % — чорних або афроамериканців - 0,2 % — вихідців з тихоокеанських островів |

До двох чи більше рас належало 1,1 %. Частка іспаномовних становила 0,5 % від усіх жителів.
За віковим діапазоном населення розподілялося таким чином: 27,1 % — особи молодші 18 років, 57,5 % — особи у віці 18—64 років, 15,4 % — особи у віці 65 років та старші. Медіана віку мешканця становила 37,8 року. На 100 осіб жіночої статі у місті припадало 100,9 чоловіків;  на 100 жінок у віці від 18 років та старших — 93,9 чоловіків також старших 18 років.
Середній дохід на одне домашнє господарство  становив 57 098 доларів США (медіана — 52 917), а середній дохід на одну сім'ю — 66 724 долари (медіана — 64 286). За межею бідності перебувало 4,2 % осіб, у тому числі 4,4 % дітей у віці до 18 років та 1,5 % осіб у віці 65 років та старших.
Цивільне працевлаштоване населення становило 244 особи. Основні галузі зайнятості: виробництво — 27,0 %, освіта, охорона здоров'я та соціальна допомога — 21,7 %, фінанси, страхування та нерухомість — 9,4 %, роздрібна торгівля — 8,2 %.